# Sibiriens ursprungsbefolkning
I Sibirien bor det omkring 38 miljoner invånare,  varav största delen, omkring 79%, utgörs av ryssar. Här lever även ett flertal olika folk med skilda språk, som anses vara Sibiriens ursprungsbefolkning.
I nordöstra Sibirien bor det folk som kallas för paleoasiatiska folk, vilket är de grupper som talar paleosibiriska språk. Exempelvis tjuktjer, korjaker, jukagirer, itelmer och nivcher. Dessa grupper har som tradition levt på jakt, fiske och renskötsel. Dessa befolkningsgrupper har delvis även nära släktskap med de amerikanska ursprungsbefolkningarna indianer, inuiter och aleuter.
I det som kallas för Altaiområdet, förekommer olika turkfolk som exempelvis altajer och tuviner.
Vid Irtysj bor västsibiriska folk som exempelvis tatarer, som likt jakuterna talar ett turkspråk. I nordvästra delen talas något som kallas för samojedspråk av exempelvis nener, ener, nganasaner och selkuper. Mellan Jenisej och Ochotska havet talas tunguskiska språk av evenker och evener.
Vid Obs lopp förekommer folk som talar ugriska som chanter och manser. Mongolfolket burjater, bor kring Bajkalsjön. Manchuiska folk som exempelvis nanajer, ultjer, udegejer, oroter, oroker och negidaler, bebor delarna av sydöstra Sibirien vid Amur och Sungari samt Sachalin
De språkligt isolerade keterna bebor företrädesvis mellersta Jenisej.